# Mate Dujilo
Mate Dujilo (Zara, 16 ottobre 1982) è un allenatore di calcio ed ex calciatore croato, di ruolo difensore.

## Carriera

### Giocatore

#### Club
Dujilo vestì le maglie di Novalja, Zadar, Motala, Mariehamn e MyPa. Il 31 gennaio 2012 si trasferì ufficialmente ai norvegesi dell'Alta. Esordì nel club, militante nella 1. divisjon, in data 9 aprile 2012: fu titolare nella sconfitta casalinga per 0-1 contro il Mjøndalen. Si svincolò a fine stagione. Passò successivamente agli islandesi del Víkingur Ólafsvík, per cui esordì il 30 maggio 2013: fu titolare nella vittoria per 1-2 contro l'Álftanes, ma fu espulso nel corso del primo tempo. Nel 2014 ritornò agli svedesi del Motala.

### Allenatore
Il 23 dicembre 2015 è diventato il nuovo allenatore dell'Alta 2, formazione riserve della squadra omonima, firmando un contratto valido a partire dal 1º gennaio 2016.